# بريوريس
بريوريس (بالفرنسية: Preures)‏ هي بلدية تقع في إقليم باد كاليه من منطقة نور با دو كاليه في شمال فرنسا. تبلغ مساحة هذه المدينة 15.87 (كم²)، وترتفع عن سطح البحر 84 م، يبلغ عدد سكانها 521 نسمة حسب إحصاء المعهد الوطني للإحصاء والدراسات الاقتصادية سنة 2009 م. وترأس Christophe Coffre البلدية خلال فترة (2008-2014).